# Larrazet
Larrazet is een gemeente in het Franse departement Tarn-et-Garonne (regio Occitanie) en telt 557 inwoners (1999). De plaats maakt deel uit van het arrondissement Castelsarrasin.

## Geografie
De oppervlakte van Larrazet bedraagt 15,1 km², de bevolkingsdichtheid is 36,9 inwoners per km².
De onderstaande kaart toont de ligging van Larrazet met de belangrijkste infrastructuur en aangrenzende gemeenten.

## Demografie
Onderstaande figuur toont het verloop van het inwonertal (bron: INSEE-tellingen).